# کودای سومیکاوا
کودای سومیکاوا (انگلیسی: Kodai Sumikawa؛ زادهٔ ۹ آوریل ۱۹۹۹) بازیکن فوتبال است.